# Whitewood (Dakota du Sud)
Pour les articles homonymes, voir Whitewood.
Whitewood est une municipalité américaine située dans le comté de Lawrence, dans l'État du Dakota du Sud. Selon le recensement de 2010, elle compte 927 habitants. La municipalité s'étend sur 0,64 milles carrés (1,66 km2).
La ville est fondée en 1888. Elle doit son nom à l'écorce blanche des bouleaux et trembles de la région. Whitewood signifie en effet « bois blanc » en anglais.

## Démographie
| 1890 | 1900 | 1910 | 1920 | 1930 | 1940 |
| ---- | ---- | ---- | ---- | ---- | ---- |
| 443  | 311  | 390  | 339  | 392  | 267  |

| 1950 | 1960 | 1970 | 1980 | 1990 | 2000 |
| ---- | ---- | ---- | ---- | ---- | ---- |
| 304  | 470  | 689  | 821  | 891  | 844  |

| 2010 | - | - | - | - | - |
| ---- | - | - | - | - | - |
| 927  | - | - | - | - | - |